# Athyreus aeneus
Athyreus aeneus es una especie de coleóptero de la familia Geotrupidae.

## Distribución geográfica
Habita en Brasil.